# 红坊镇
红坊镇是中国福建省龙岩市新罗区下辖的一个镇。龙坎铁路、岩永公路过境。矿产资源主要有煤、石灰石、耐火矿、粘土等。境内有东埔、上洋、习斜三个工业开发区、

## 行政区划
红坊镇下辖以下地区：
下洋村、田心村、上洋村、进贝村、龙溪邦村、东埔村、东阳村、紫安村、南阳村、倒流村、赤坑村、岭背村、北洋村、坎洋村、平洋村、联合村、中联村、龙星村和板子斜村。

## 地理位置
红坊镇位于新罗区西南部，东邻东肖，北接龙门，东北与西陂相邻，西南与南面与永定接壤。